# Bankers Trust
Bankers Trust fue una organización banquera histórica en los Estados Unidos de América. El banco se fusionó con Alex. Brown & Hijos antes de ser adquirida por Deutsche Bank en 1998.

## Historia
En 1903 un grupo de bancos nacionales de Nueva York formó una sociedad fiduciaria, Bankers Trust, para proporcionar servicios de confianza a los clientes de los bancos estatales y nacionales en todo el país en la premisa de que no iba a atraer a los clientes de la banca comercial de distancia. Además de ofrecer las funciones de confianza habitual y de banca comercial, también actuó como un "banco de los banqueros" mediante retiros inesperados mediante la celebración de las reservas de otros bancos y sociedades fiduciarias y prestándoles dinero cuando necesitaban reservas adicionales debido a los retiros inesperados. La compañía Bankers Trust fue fundada el 24 de marzo de 1903, con un capital inicial de $ 1.5 millones. A pesar de tener numerosos accionistas, el poder de los votos se llevaba a cabo por tres socios de JP Morgan; por lo que se consideraba como una compañía de Morgan. El propio J.P. Morgan sostuvo una participación de control, y Edmund C. Converse, un fabricante de acero, se volvió financiero y luego presidente del banco Liberty National Bank, el cual fue elegido para servir al primer presidente de Bankers Trust.
Bankers Trust rápidamente creció hasta convertirse en la segunda mayor empresa de confianza de Estados Unidos y en una institución dominante de Wall Street. Durante el Pánico de 1907, Bankers Trust trabajó estrechamente con JP Morgan para ayudar a evitar un colapso financiero por prestar dinero a los bancos famosos de ese tiempo. En 1911 adquirió la empresa "Mercantil Trust", y un año después la empresa Manhattan Trust. En 1914, Converse renunció para convertirse en presidente de la compañía Astor Trust, otra empresa Morgan. Converse fue sucedido por su yerno Benjamin Strong Jr., quien se convirtió en un gran presidente en menos de un año; sin embargo, dejó el puesto de Bankers Trust para convertirse en el primer gobernador del Banco de la Reserva Federal de Nueva York después de ayudar a establecer el Sistema de Reserva Federal de esta. En octubre de 1917, la compañía se convirtió en miembro del Sistema de la Reserva Federal.
En 1980, Bankers Trust salió de la banca minorista, bajo la dirección de su director general Alfred Brittain III. El banco intentó vender su portafolio de crédito y sucursales del Banco de Montreal; sin embargo, el acuerdo no se completó debido a un desacuerdo sobre BankAmercard (Visa). El Banco de Montreal quería incluir BankAmercard en los términos de la venta, pero Bankers Trust no quería vender el nuevo programa de la tarjeta de crédito con licencia de Bank of America por su rentable futuro. Finalmente, Bankers Trust vendió 89 sucursales a cinco bancos incluyendo el Banco Nacional Republicano de Nueva York. Este último, amplió su red de sucursales a 32 con la apertura de una nueva sucursal en el World Trade Center de Manhattan y la adquisición de doce de sucursales de la compañía de Bankers Trust: diez en Manhattan, una en el Bronx, y otra en Brooklyn.
Bajo la dirección de Charlie Sanford, quien sucedió a Alfred Brittain III, a principios de 1990, Bankers Trust se convirtió en un líder reconocido (en la gestión de riesgos), al carecer de los contactos de la sala de reunión de sus más grandes rivales, en particular J. P. Morgan, BT intentó hacer una virtud de necesidad al especializarse en el comercio y en la innovación de productos.
La compañía rehuyó utilizando productos de distribución de datos de mercado de empresas como Reuters, en lugar de elegir desarrollar sus propios sistemas. Sin embargo, un pequeño equipo de desarrollo con sede en Londres creó BIDDS (por sus siglas en inglés "Broadgate Information Data Distribution System"), que incluía el paquete de aplicaciones para usuario Montage que los comerciantes utilizaban para obtener datos de fuentes de datos y pantallas de corredor de bolsa.
A principios de 1994, a pesar de toda su destreza en el manejo de los riesgos, el banco sufrió daños irreparables a la reputación cuando algunas operaciones de derivados complejos causó grandes pérdidas para los principales clientes del corporativo. Dos de ellos (Gibson Greetings y Procter&Gamble) demandaron, con éxito a BT, afirmando que no habían sido informados de los riesgos los involucrados.
En 1997, Bankers Trust adquirió Alex. Brown & Hijos (Alex. Brown & Sons), fundada en 1800 y una corporación pública desde 1986, en un intento de hacer crecer su negocio de banca de inversión.
El banco sufrió grandes pérdidas en el verano de 1998.
Poco antes de la adquisición de Deutsche Bank en noviembre de 1998, BT se declaró culpable de un fraude institucional debido a la falta de ciertos miembros de la alta dirección para "escheat" de los bienes abandonados por el Estado de Nueva York y otros estados. Pero, en lugar de entregar a los estados fondos de las cuentas inactivas de los clientes y los dividendos cobrados y los cheques de interés como exige la ley, algunos de los altos directivos del banco acreditaron este dinero como ingresos y se les trasladó a sus cuentas personales
Bruce J. Kingdon, el jefe del banco Trust y de la Agencia del grupo, encabezó el fraude y en 2001 entró en una declaración de culpabilidad en la Corte Federal de Distrito para el Distrito Sur de Nueva York y fue sentenciado a servicio comunitario. Algunos de sus subordinados, fueron a partir de entonces, siempre excluidos por la SEC de trabajar en los mercados de valores.
Con la declaración de culpabilidad del Banco en el pleito, su estatus como un criminal condenado se convirtió en inelegible para realizar transacciones comerciales con la mayoría de los municipios y con las muchas empresas que tienen prohibido realizar transacciones comerciales con los criminales. En consecuencia, la adquisición por parte de Deutsche Bank era un regalo del cielo para los accionistas del banco, que evitaron la pérdida de la totalidad de sus inversiones.
En noviembre de 1998, Deutsche Bank acordó comprar Bankers Trust por $ 10.1 mil millones; la compra se concretó el 4 de junio de 1999. CEO Frank N. Newman recibió $ 55 millones por indemnización.
Deutsche Bank vendió la división australiana de Bankers Trust al Grupo Financiero Principal (Principal Financial Group) en 1999 que, a su vez, vendió la Banca de Empresas de Inversión de Macquarie (Investment Banking Business to Macquarie) en junio de 1999 y la división de gestión de activos a Westpac el 31 de octubre de 2002. Esta ornazicación actualmente usa el nombre de Grupo Financiero BT (BT Financial Group).
Deutsche Bank anunció el 5 de noviembre de 2002 que vendería la División de Confianza y Custodia de Bankers Trust (The Trust and Custody division of Bankers Trust) a State Street Corporation. La venta finalizó en febrero de 2003.

## Controversias
En 1995, el litigio por dos grandes clientes corporativos contra Bankers Trust arrojaron la luz sobre el mostrador del mercado de derivados. Se encontraron a los empleados de Bankers Trust para proporcionar repetidamente a los clientes las valoraciones incorrectas de sus actos derivados. El jefe de la Commodity Futures Trading Commission (CFTC) durante ese tiempo fue entrevistado por Frontline en octubre de 2009: "La única forma en que la CFTC se enteró del fraude Bankers Trust fue porque Procter&Gamble, y otros, presentaron una demanda. No existía el requisito de mantener los registros impuestos a los participantes en el mercado. No hubo informes. No teníamos ninguna información."-Brooksley Born, presidente estadounidense de la CFTC, de 1996 a 1999.
Varios banqueros corredores fiduciarios fueron capturados remarcando la cinta que sus clientes Gibson Greetings y P&G, respectivamente no serían capaces de entender lo que estaban haciendo en referencia a los contratos de derivados vendidos en el año 1993. Como parte de su caso legal contra Bankers Trust, Procter&Gamble (P&G) " descubrió grabaciones telefónicas secretas entre corredores en Bankers Trust, donde 'un empleado describió a la empresa como " un sueño húmedo ", y otro empleado de Bankers Trust dijo:" ... nosotros lo instalamos' ". La fila del banco con P&G apareció en la portada de las revistas más importantes de Estados Unidos durante el año de 1995. El 16 de octubre de 1995, la revista estadounidense BusinessWeek publicó un artículo de portada donde se decía que P&G estaba presentando cargos de extorsión en contra de Bankers Trust: " La clave prueba: unas 6.500 grabaciones"
Tanto la magnitud de las pérdidas y como el litigio por empresas conocidas causó que los reguladores del mercado intervinieran. Las preocupaciones por el caso Bankers Trust, se ampliaron eventualmente para el mercado de derivados OTC en general. La CFTC de E.U.A se embarcó en un intento fallido de hacerse cargo de parte de la función de los reguladores bancarios que regulaban el mercado de derivados de la OTC a finales de 1990. La tesis de un 20 de octubre de 2009, emitido de la revista de televisión Public Broadcasting Service Frontline (serie de TV estadounidense), dijo  Alertas Tempranas de la crisis económica , fue el fracaso del Congreso para permitir a la CFTC un papel en la regulación de los derivados, lo cual fue un elemento clave que finalmente llevaron a la crisis financiera de 2007 a 2010.

## Exempleados
- Joaquín Ávila - director gerente de Carlyle Group
- Jeff Bezos - CEO de Amazon.com
- Greg Coffey - gestor de Hedge Funds.
- Chris Corrigan - inversionista privado y ex director general de Patrick Corporación
- Henry P. Davison - banquero.
- Brady Dougan - director general de Credit Suisse
- Richard Farleigh - inversionista privado.
- John Key - actual primer ministro de Nueva Zelanda y banquero de inversión.
- Herbert L. Pratt - director de BT (de 1917 a 1938), y jefe de Standard Oil Company de Nueva York
- A Sally Shelton-Colby - banquero y diplomático.
- Benjamin Strong, Jr. - Secretario (de 1904 a 1909), Vicepresidente (de 1909 a 1913), Presidente (de 1913 a 1914), a continuación, primer jefe de la Reserva Federal de Nueva York (de 1914 a 1928)
- Nassim Taleb - autor y matemático financiero.
- Ted Virtue - Director de MidOcean Partners
- Albert H. Wiggin - presidente de Chase Nacional Bank
- Robert G. Wilmers - Consejero Delegado y Presidente de M&T Bank
- Arturo Schromburg - historiador y activista afrodescendiente